# اسپندارهای ستبر
اسپندارهای ستبر (نام علمی: Pachycereus) نام یک سرده از ستبراسپندارتباران است.